# Osjaków
Osjaków é um município no centro da Polônia. Pertence à voivodia de Łódź, no condado de Wieluń. É a sede da comuna urbano-rural de Osjaków. Fica às margens do rio Varta, na estrada nacional n.º 74 de Wieluń a Piotrków Trybunalski. É um local de palco para viagens de canoagem.
Estende-se por uma área de 8,2 km², com 1 350 habitantes, segundo o censo de 31 de dezembro de 2021, com uma densidade populacional de 164,6 hab./km².
Osjaków recebeu o foral de cidade por volta de 1446, relegada à condição de assentamento em 1793.
Entre 1867 e 1953, foi a sede da comuna de Radoszewice, no condado de Wieluń, de 1953 a 1954, da comuna de Osjaków, de 1954 a 1972, da gromada de Osjaków e, a partir de 1973, da comuna reativada de Osjaków.
De 1975 a 1998, pertenceu administrativamente à voivodia de Sieradz.
Em 1 de janeiro de 2024, recuperou a condição de cidade.

## Divisão administrativa
| Nome        | Tipo            |
| ----------- | --------------- |
| Ewarystów   | parte da cidade |
| Glinianki   | parte da cidade |
| Lesisko     | parte da cidade |
| Mazurka     | parte da cidade |
| Wesołe Kąty | parte da cidade |

## História
O assentamento foi mencionado pela primeira vez em 1299. O vilarejo recebeu o foral municipal antes de 1446, mas nunca se transformou em um centro urbano significativo e o perdeu em 1793 como resultado de um incêndio que destruiu a maioria dos edifícios.
O ferro foi extraído do minério de ferro durante muito tempo. A primeira forja foi instalada em 1563. Ainda no período entre guerras, o minério era extraído próximo de Osjaków (Józefina, Jasień, Czernice) e transportado para as fundições de “Kościuszko” e “Pokój”, na Silésia, e para Częstochowa.
Em 1791, Osjaków pertencia a Józef Masłowski. No século XIX, pertencia aos Psarskis do brasão de armas de Jastrzębiec. Józef Psarski e Władysław Ostrzycki, de Osjaków, foram exilados na Sibéria por sua participação na Revolta de Janeiro.

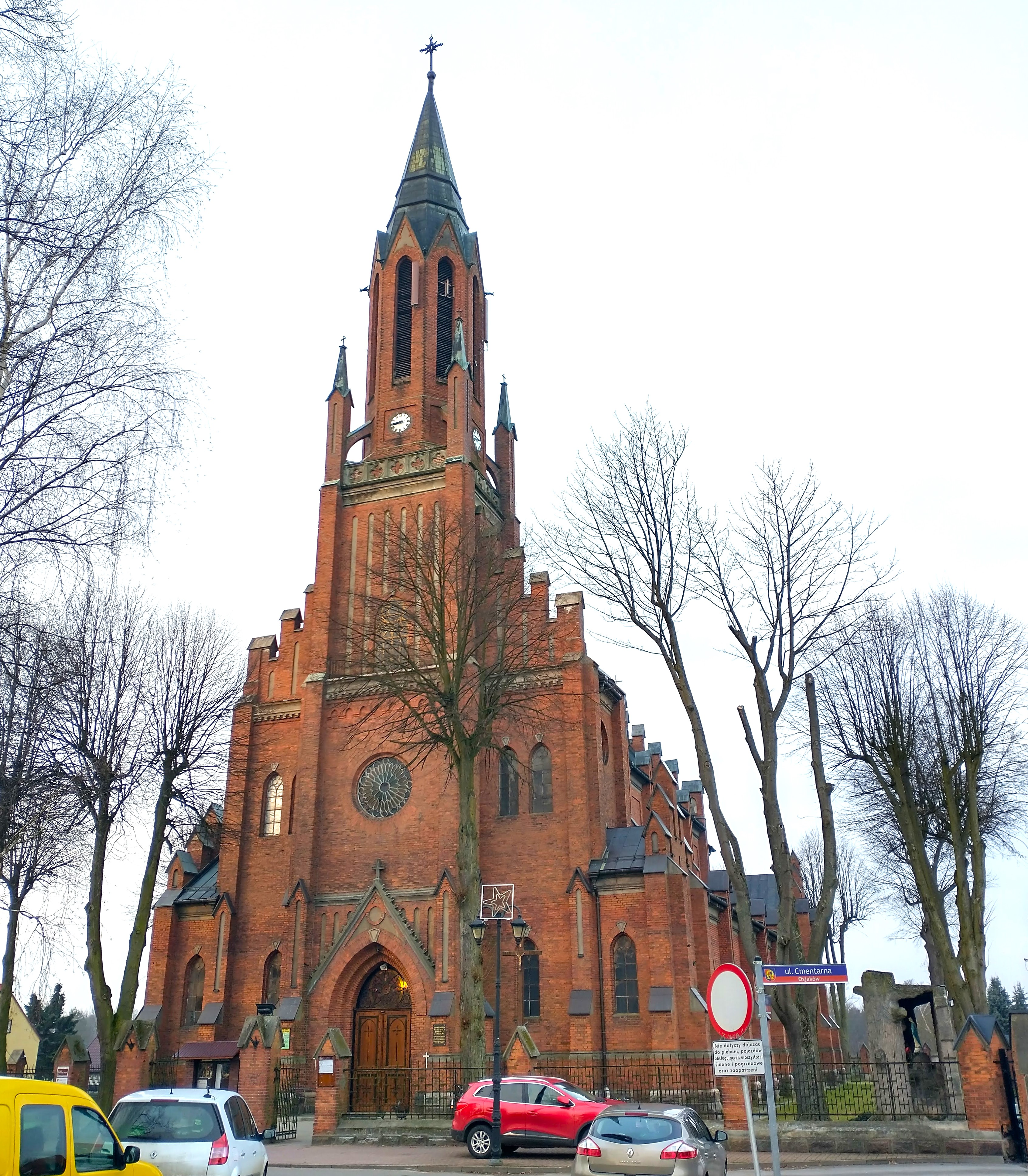
Igreja de São Casimiro de Cracóvia
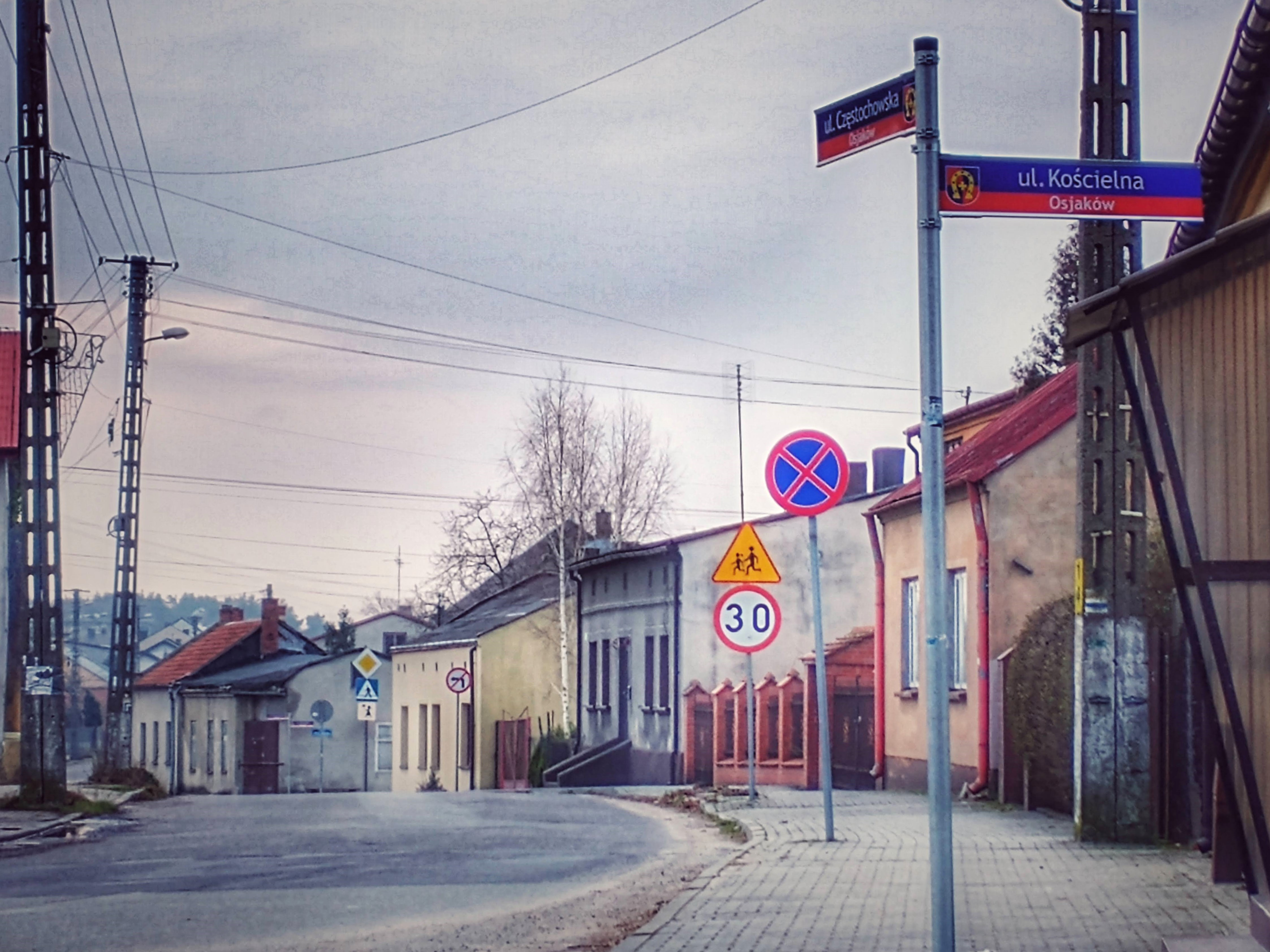
Rua Częstochowska
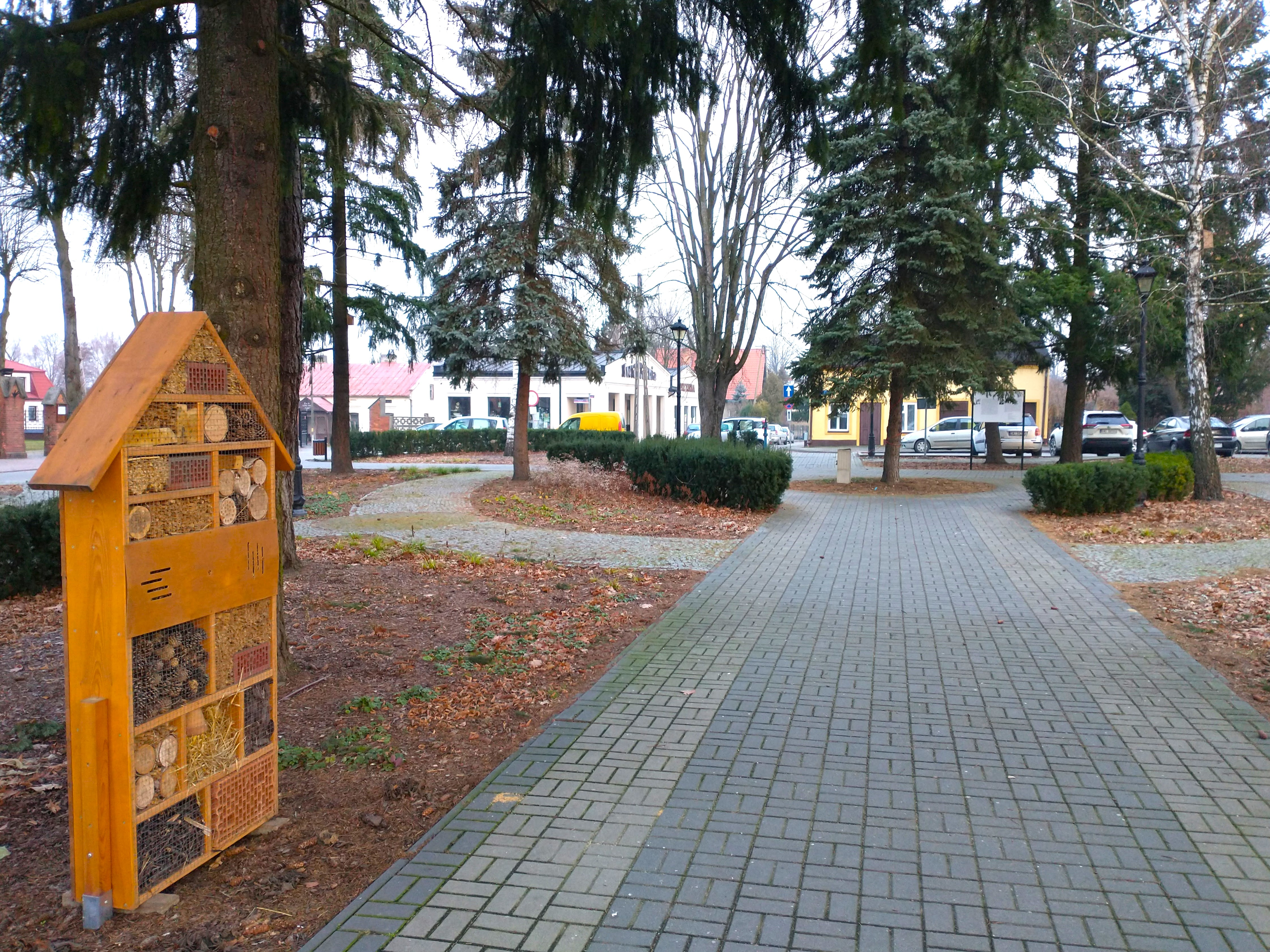
Parte da praça principal
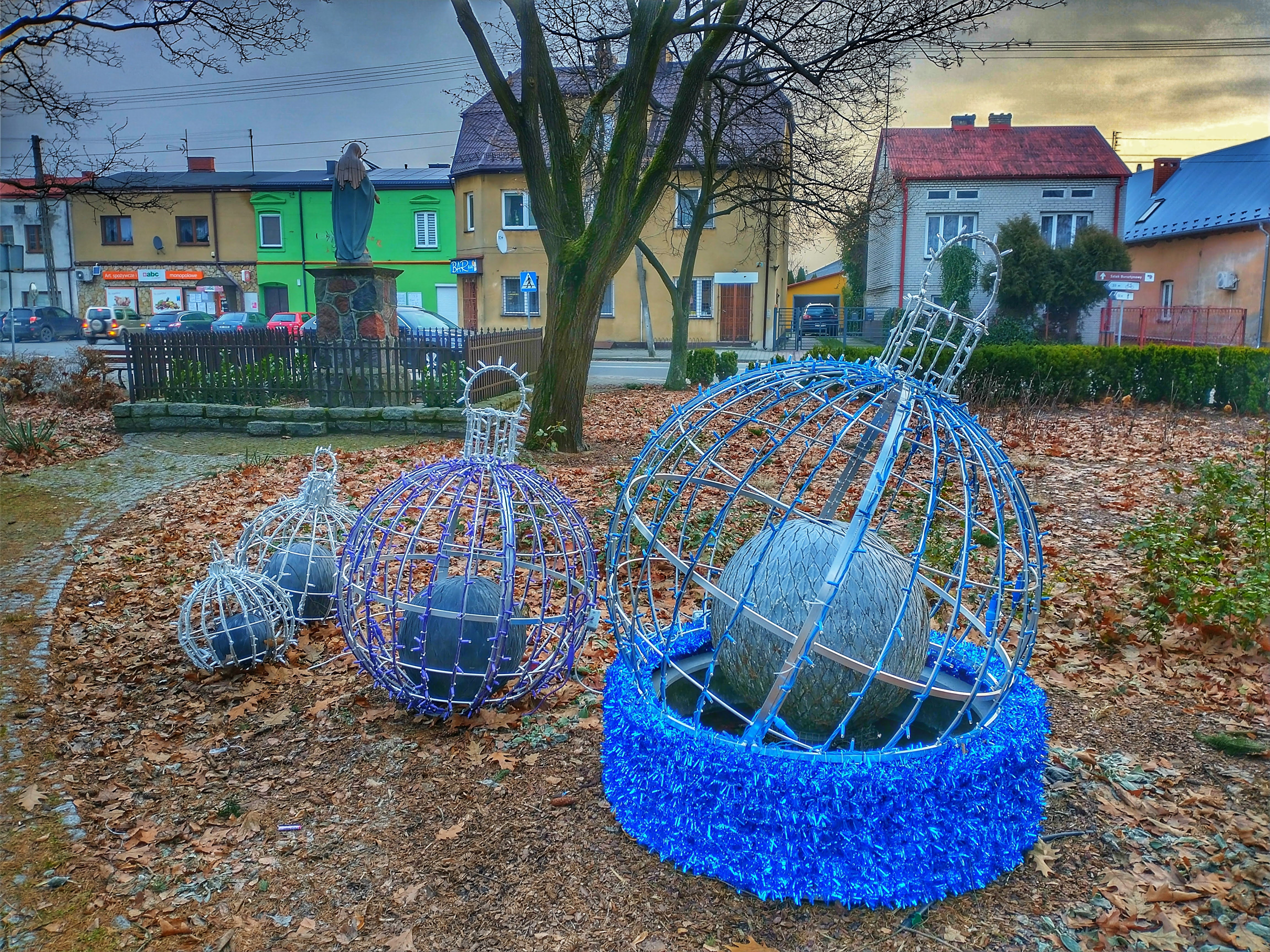
Decorações de Natal na praça principal
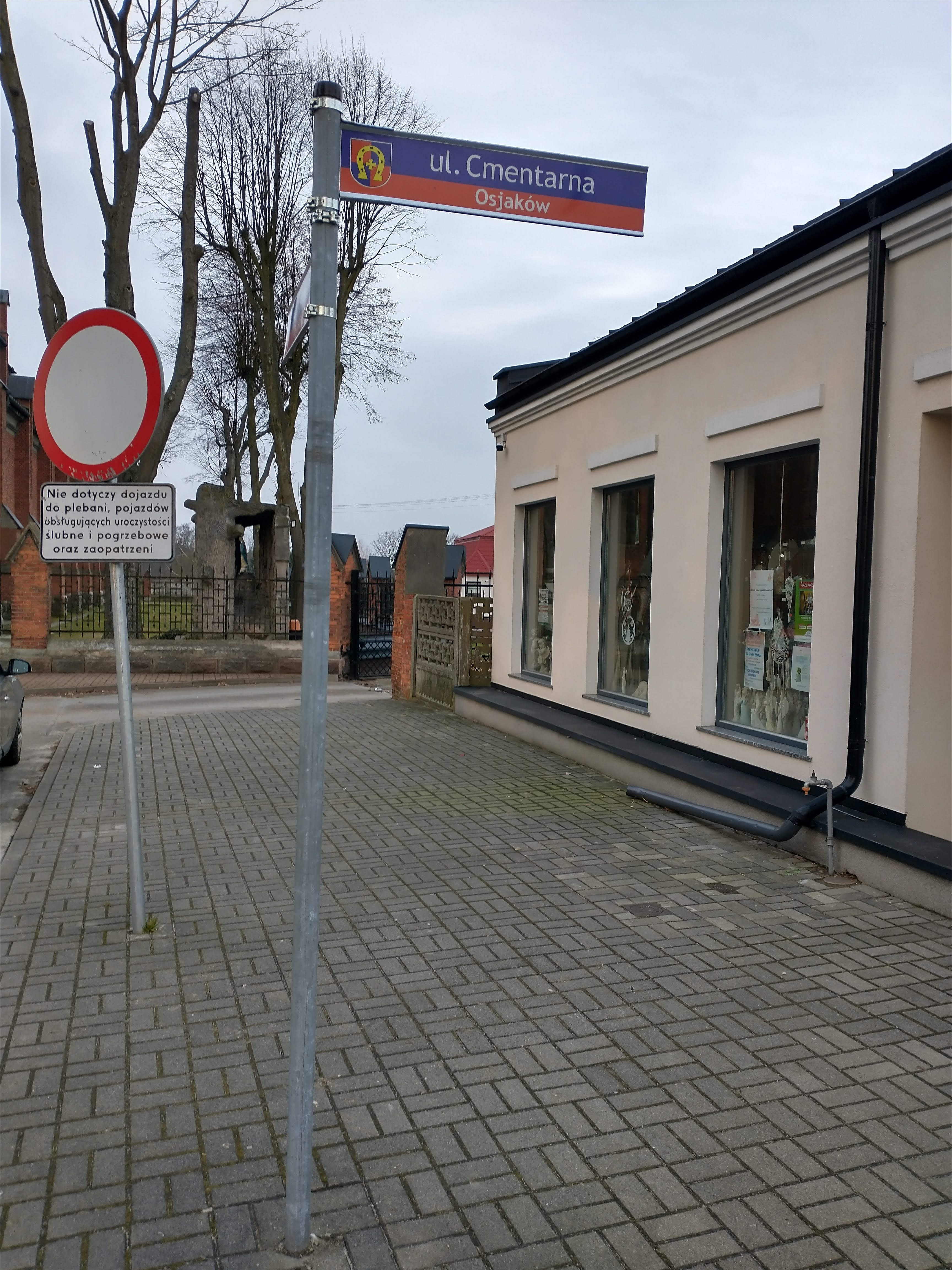
Parte da praça principal
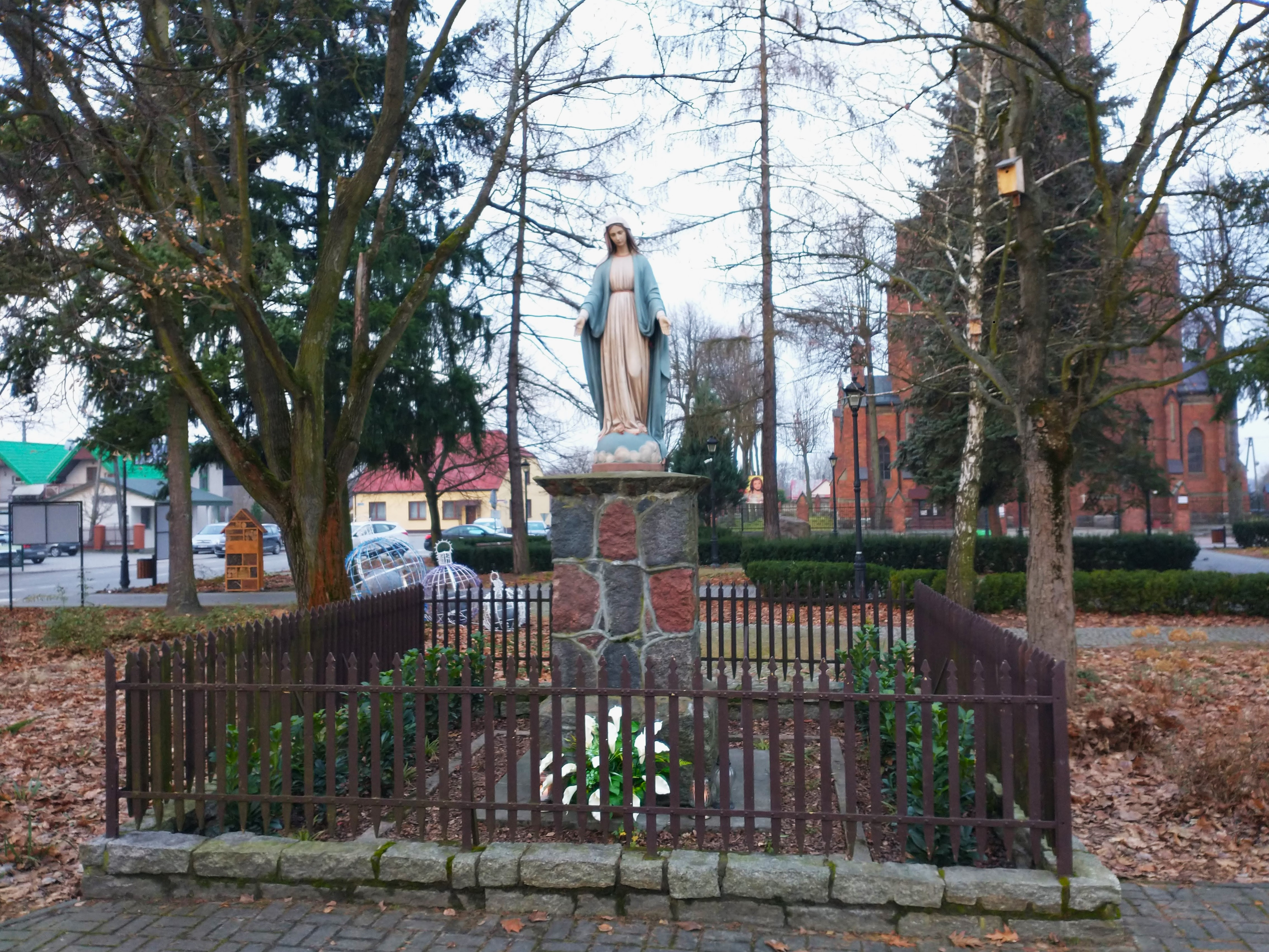
Santuário na praça principal

### Segunda Guerra Mundial
Antes da Segunda Guerra Mundial, 60% dos habitantes eram judeus. A vila vivia da agricultura e do comércio. Em 1940, os alemães organizaram um gueto para a população judaica. Não era um gueto fechado. Em agosto de 1942, iniciou-se a liquidação do gueto. Os judeus de Osjaków e da comunidade de Kiełczygłów foram confinados na igreja de Osjaków. Ficaram ali amontoados por vários dias sem comer. Eles foram levados para o campo de extermínio em Chełmno nad Nerem e lá foram assassinados. Dessa forma, a minoria judaica em Osjaków, que havia vivido por quase 300 anos, deixou de existir.

## Monumentos históricos
- Igreja neogótica de São Casimiro de Cracóvia, construída entre 1912 e 1914 no local de igrejas anteriores de 1522 e outra de 1649. A igreja apresenta, entre outros, uma fonte gótica tardia do século XVI[14]
- Antiga sinagoga também foi preservada[15]
- Monumento dedicado às vítimas do genocídio alemão, no centro da cidade
- Cemitério, há muitos monumentos naturais e um túmulo de insurgentes mortos em 17 de março de 1863 na batalha de Radoszewice e túmulos de vítimas do terror alemão.

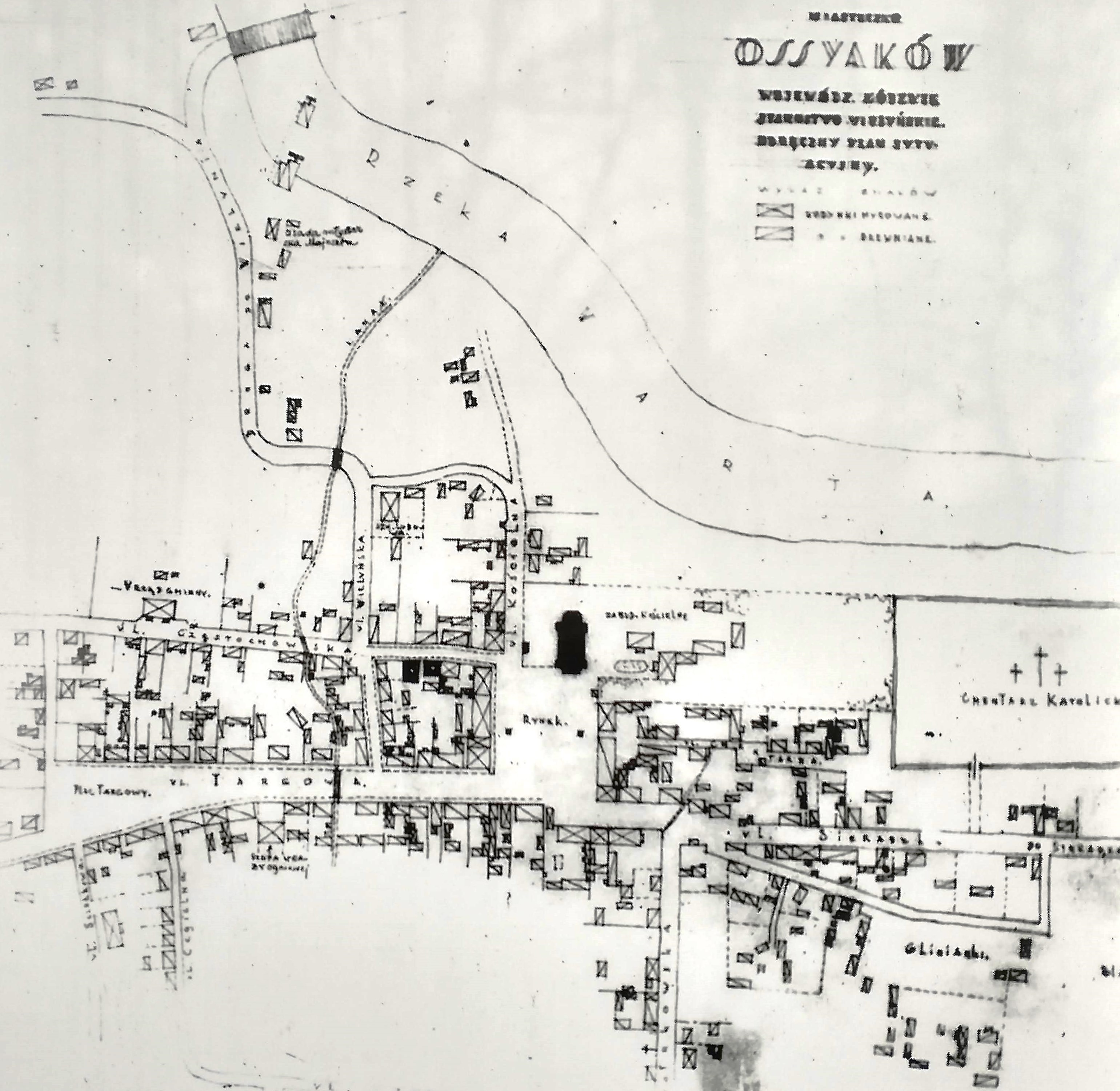
Planta de Osjaków desenhada à mão por um autor desconhecido, de 1920
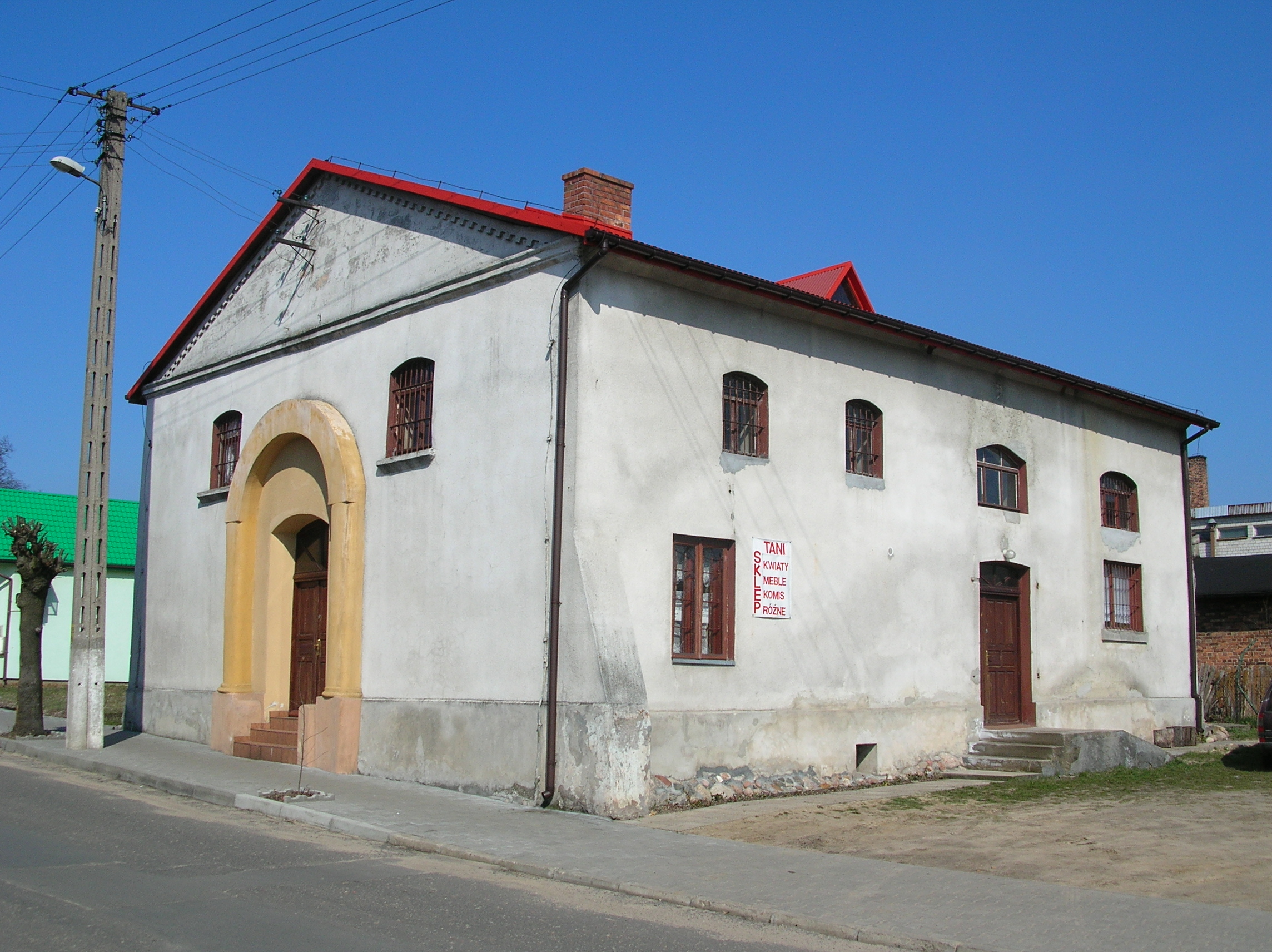
Sinagoga